# Émile Reuse
Émile Reuse (* 8. November 1883 in Brügge; † 5. Juni 1975 in Ingelmunster) war ein belgischer Fußballspieler auf der Position eines Stürmers und Mittelfeldspielers.

## Karriere
Émile Reuse wurde am 8. November 1883 in der Stadt Brügge in der Provinz Westflandern geboren. Bereits in seiner Jugend trat er für den lokalen FC Brugeois in Erscheinung, für den er im Jahre 1900 in der belgischen Erstklassigkeit debütierte. In der Spielzeit 1900/01 erreichte das Team den achten von insgesamt neun Plätzen und rangierte dabei noch vor dem Lokalrivalen CS Brugeois. In der nachfolgenden Saison 1901/02 wurde die Erstklassigkeit in zwei Ligen mit einem anschließenden Finaldurchgang aufgeteilt. Reuse kam dabei mit seiner Mannschaft lediglich auf den letzten Platz der Gruppe A und schaffte somit nicht den Einzug in den finalen Durchgang. Nachdem die Mannschaft auch 1902/03 noch auf dem letzten Platz der Gruppe A rangierte, steigerte sich die Leistung in der darauffolgenden Spielzeit 1903/04, als es der FC Brugeois auf den zweiten Platz der Gruppe A schaffte. Daraufhin schaffte es das Team in die Finalrunde, die sie auf dem dritten Platz beendete.
Ab diesem Zeitraum etablierte sich der FC Brugeois im Spitzenfeld der Liga und rangierte in der Division d’Honneur, so der neue Name der wieder zu einer Liga zusammengefassten belgischen Erstklassigkeit, 1904/05 abermals auf dem dritten Tabellenplatz, wobei zu erwähnen ist, dass der Spielbetrieb in dieser Saison nicht zur Gänze abgeschlossen wurde. 1905/06 wurde er mit seiner Mannschaft Vizemeister hinter der Royale Union Saint-Gilloise und erreichte ein Jahr später den dritten Platz in der höchsten Fußballliga des Landes. In dieser Saison wurde er auch erstmals in belgische Nationalmannschaft geholt und am 14. April 1907 in einem freundschaftlichen Länderspiel in Antwerpen gegen die Niederlande eingesetzt. Bei der 3:1-Niederlage, die erst nach 120 gespielten Minuten endete, war er von Beginn an und über die volle Spieldauer im Einsatz.
Ähnlich erging es Reuse und seiner Mannschaft in der Liga auch in der Saison 1907/08; nach einem abermaligen dritten Platz im Endklassement trat Reuse allerdings einen Wechsel zum Stadtrivalen und Ligakonkurrenten CS Brugeois an. Dieser wäre eigentlich als Letztplatzierter der Spielzeit 1907/08 in die Zweitklassigkeit abgestiegen, durfte aber in der Division d’Honneur verbleiben, da die Liga in der darauffolgenden Saison 1908/09 auf insgesamt zwölf Teams erweitert wurde.
Während sein Ex-Klub 1908/09 den mittlerweile üblich gewordenen dritten Platz erreichte, schaffte es Reuse mit dem CS Brugeois auf Rang 6 im Endklassement. Ab der Saison 1909/10 entwickelte sich die Mannschaft rund um den Offensivspieler zu einer stärksten Mannschaften der Liga. Am Ende rangierte das Team auf dem dritten Tabellenplatz und hatte lediglich zwei Punkte Rückstand auf den Erst- und Zweitplatzierten, was vor allem auf die Offensivstärke und die konstante Defensive zurückzuführen war. Aufgrund seiner Leistungen wurde er kurz vor Saisonende unter dem ersten wirklichen Trainer der belgischen Nationalmannschaft, dem Schotten Willam J. Maxwell, ein weiteres Mal in die Nationalelf seines Heimatlandes einberufen.
Im Freundschaftsspiel gegen Deutschland am 16. Mai 1910 in Duisburg absolvierte er die vollen 90 Minuten; das Spiel endete in einem 3:0-Erfolg der Belgier. Dies blieb zugleich auch sein letztes Länderspiel für sein Heimatland. Reuses Karrierehöhepunkt war allerdings in der Spielzeit 1910/11, als er mit dem CS Brugeois mit einem Punkt Vorsprung auf den Stadtrivalen FC Brugeois Meister der höchsten belgischen Fußballliga wurde. Nachdem die Mannschaft den Titel in der darauffolgenden Saison nicht mehr verteidigen konnte und diese auf dem fünften Platz abschloss, beendete Émile Reuse seine Karriere als Aktiver.
Über sein weiteres Leben nach dem Ende seiner Fußballkarriere ist kaum etwas bekannt. Am 5. Juni 1975 verstarb Reuse 91-jährig rund 30 Kilometer von seiner Geburtsstadt entfernt in Ingelmunster in der Provinz Westflandern. Im Sommer 2016 kam er zumindest in die regionalen Medien, als seine drei Töchter Marie Rose (* 1912), Eléonore (* 1913) und Monique (* 1923) zusammen ihren 300. Geburtstag feierten. Die Schwestern galten dabei als die ältesten Schwestern des Landes. Die drei Geschwister hatten zu diesem Zeitpunkt insgesamt 15 Kinder, 42 Enkelkinder, sowie 76 Urenkelkinder. Die drei Töchter entstammen aus der Ehe mit Leontine Bonvalet (* 3. Februar 1888 in Koolkerke; † 8. November 1974 in Ingelmunster), die er am 26. April 1911 in Sint-Michiels geheiratet hatte.

## Erfolge
- 1× Meister der Division d’Honneur: 1910/11
- 1× Vizemeister der Division d’Honneur: 1905/06